# Miloš Jonis
Miloš Jonis (* 13. dubna 1963) je bývalý slovenský fotbalista, obránce.

## Fotbalová kariéra
V československé lize hrál za Inter Bratislava a Spartak Trnava. Nastoupil v 92 ligových utkáních. V nižších soutěžích hrál za TTS Trenčín a Slovan Duslo Šaľa. V Poháru UEFA nastoupil ve 4 utkáních.

## Ligová bilance
| Ročník                                      | Zápasy | Góly | Minuty | Klub              |
| ------------------------------------------- | ------ | ---- | ------ | ----------------- |
| 1. slovenská národní fotbalová liga 1982/83 | 2      | 0    | -      | TTS Trenčín       |
| 1. slovenská národní fotbalová liga 1984/85 | 9      | 1    | -      | TTS Trenčín       |
| 1. slovenská národní fotbalová liga 1988/89 | 21     | 0    | -      | Slovan Duslo Šaľa |
| 1. československá fotbalová liga 1989/90    | 28     | 0    | 2379   | Inter Bratislava  |
| 1. československá fotbalová liga 1990/91    | 23     | 0    | 1995   | Inter Bratislava  |
| 1. československá fotbalová liga 1991/92    | 5      | 0    | 265    | Inter Bratislava  |
| 1. československá fotbalová liga 1991/92    | 12     | 0    | 809    | Spartak Trnava    |
| 1. československá fotbalová liga 1992/93    | 24     | 0    | 1632   | Spartak Trnava    |
| 1. LIGA CELKEM                              | 92     | 0    | 7080   |                   |